# Arthur the King
Pour les articles homonymes, voir King Arthur.
Pour plus de détails, voir Fiche technique et Distribution.
Arthur the King est un film américano-canadien réalisé par Simon Cellan Jones (en) et sorti en 2024. Il s'agit d'une libre adaptation des mémoires de Mikael Lindnord (en), Arthur - The Dog Who Crossed the Jungle to Find a Home.

## Synopsis
En 2015, l'Américain Michael Light et son équipe participent à un raid nature international au Costa Rica. Dès le premier jour, ils se retrouvent coincés, après avoir pris la mauvaise décision de faire du kayak à contre-courant. Leo, l'un des membres de l'équipe, est indigné que Michael n'ait pas tenu compte de leurs opinions. Trois ans plus tard, Michael, qui vit à Colorado Springs, se pose des questions sur sa vie. Il n'est pas satisfait de lui-même. Marié à Helen, qui faisait partie de l'équipe de 2015, et travaillant pour l'agence immobilière de son père Charlie, il veut se sentir à nouveau épanoui. Alors qu'il rumine son échec, Helen l'encourage à constituer une nouvelle équipe et à chercher un sponsor pour une autre course.
Michael choisit deux de ses coéquipiers : Olivia — une jeune grimpeuse dont le père a fait carrière dans la même discipline — et Chik, un coureur plus âgé qui a été exclu d'une équipe australienne en raison d'une blessure au genou. Broadrail, le sponsor de l'équipe, offre à Michael la moitié de l'argent demandée et impose le 4e membre de l'équipe : Leo, devenu depuis une célébrité des médias sociaux. Lui et Michael se sont plus parlé depuis l'échec humiliant. Malgré cela, Michael ne peut refuser.
L'équipe quitte donc les États-Unis pour la République dominicaine. Ils n'ont que quatre jours pour s'acclimater et s'entraîner pour la course qui durera 5 jours. 54 équipes de 30 pays s'affrontent et le parcours traverse principalement un terrain de jungle montagneuse, sur plus de 400 milles, avec du trekking, de l'escalade, du vélo et du kayak. Sur un camp de base, ils vont rencontrer un chien errant qu'ils surnommeront « Arthur, the king ».

## Fiche technique
Sauf indication contraire, les informations mentionnées dans cette section peuvent être confirmées par la base de données cinématographiques IMDb,  présente dans la section « Liens externes ».
- Titre original : Arthur the King
- Réalisation : Simon Cellan Jones (en)
- Scénario : Michael Brandt, d'après Arthur - The Dog Who Crossed the Jungle to Find a Home de Mikael Lindnord (en)
- Musique : Kevin Matley
- Décors : Mailara Santana
- Costumes : Carol Ramsey
- Photographie : Jacques Jouffret
- Montage : Gary D. Roach
- Production : Tucker Tooley, Mark Canton, Courtney Solomon, Tessa Tooley, Mark Wahlberg et Stephen Levinson
- Sociétés de production : eOne Films, Tucker Tooley Entertainment et Mark Canton Productions
- Sociétés de distribution : Lionsgate (États-Unis), Prime Video (France), The Searchers (Belgique)
- Budget : 19 millions de dollars[1]
- Pays de production :  États-Unis,  Canada
- Langue originale : anglais
- Format : couleur - 2.39:1
- Genre : aventures
- Durée : 108 minutes
- Dates de sortie[2] :
  - États-Unis : 15 mars 2024
  - France : 23 mai 2024 (Prime Video)
- Classification[3] :
  - États-Unis : PG-13

## Distribution
- Mark Wahlberg : Michael Light (inspiré de Mikael Lindnord (en))
- Simu Liu : Leo
- Juliet Rylance : Helen
- Nathalie Emmanuel : Olivia
- Ali Suliman : Chik
- Bear Grylls : lui-même
- Paul Guilfoyle : Charlie
- Rob Collins : Decker
- Michael Landes
- Ukai : Arthur, le chien

## Production
Baltasar Kormákur devait initialement réaliser le film, mais finit par abandonner en raison d'un emploi du temps incompatible.
Mark Wahlberg est annoncé dans le rôle principal en juillet 2019,,. En décembre 2020, il est annoncé que Simu Liu, Ali Suliman et Rob Collins sont également confirmés, alors que Simon Cellan Jones (en) est annoncé comme réalisateur.
La Paramount devait initialement distribuer le film via sa filiale Paramount Players, avant d'abandonner le projet qui est repris par Lionsgate en juin 2020. Le tournage devait débuter à Porto Rico l'automne suivant. Finalement, en décembre 2020, Lionsgate quitte à son tour le projet.
Le tournage débute finalement en janvier 2021 en République dominicaine. Les prises de vues se déroulent en partie à Saint-Domingue, notamment dans la ville coloniale.
En novembre 2023, Lionsgate redevient distributeur du projet et une date de sortie américaine est évoquée pour mars 2024.

## Sortie et accueil

### Critique
Sur le site d'agrégation de critiques Rotten Tomatoes, le film obtient 69% d'avis favorables, pour 85 critiques et une note moyenne de 5,9⁄10. Le consensus suivant résumé les avis collectés : « Il est difficile de nier la capacité de Arthur the King à toucher le cœur, même si cela aurait pu être plus efficace s'il avait adopté une approche plus subtile. » Sur le site Metacritic, qui utilise une moyenne pondérée, le film obtient la note de 54⁄100 pour 18 critiques.

### Box-office
Aux États-Unis, Arthur the King sort en même temps que The American Society of Magical Negroes et Love Lies Bleeding. Les projections envisagent des recettes entre 8 et 10 millions de dollars pour 3 003 copies, pour son premier week-end d'ouverture. Le film enregistre finalement 3 millions de dollars le premier jour (dont 825 000 $ pour les avant-premières du jeudi). Pour le premier week-end, il 7,5 millions de dollars, soit la 3e place du box-office.
| Pays ou région     | Box-office            | Date d'arrêt du box-office | Nombre de semaines |
| ------------------ | --------------------- | -------------------------- | ------------------ |
| France             | non diffusé en salles | -                          | -                  |
| États-Unis, Canada | 25 049 006 $          | 9 mai 2024                 | 8                  |
| Total mondial      | 40 829 138 $          | -                          | -                  |